# Yang Zirong
Yang Zirong (nascut al comtat de Mouping, província de Shandong, 1917-1947), anteriorment conegut com a Yang Zonggui, un home d'ètnia Han, va ser membre del Partit Comunista de la Xina. El 1945, Yang Zirong va participar en el VIII Exèrcit. A l'octubre del mateix any, va marxar cap al nord-est de la Xina, amb les tropes, a continuació, va ser inscrit a la cuina d'un camp militar de les regions militars del segon regiment de Mudanjiang. Més tard va exercir com a cap de l'esquadra de combat. El gener de 1946, es va unir al Partit Comunista de la Xina. A causa de la seva destacada actuació, se li va concedir el mèrit de qualitat especial i va ser qualificat com a heroi de guerra, i després va ser ascendit a cap de grup de reconeixent. En l'últim període de deu dies de gener de 1947, la seu del regiment van aconseguir un indici que el líder dels bandits Zhang Leshan tenia activitats al comtat de Hailin. Yang Zirong va ser enviat liderant 5 soldats per detectar accions dels enemics. Quan van arribar als boscos de la Vall de Jiapi, es va infiltrar entre els bandits aconseguint la seva confiança. El 7 de febrer, va capturar tots els 25 bandits d'un sol cop, el que crea el model de la utilització de pocs soldats per guanyar la batalla contra els bandits per suprimir-los. Per tant, el regiment li va atorgar tres citacions de Mèrit. El 23 de febrer del mateix any, durant la batalla per perseguir i aniquilar als líders dels bandits com Ding Huanzhang i Zheng Sanpao, Yang Zirong va ser sacrificat heroicament. La seu central de comandament militar de l'àrea nord-est li va atorgar un títol de "classe especial d'heroi de reconeixement", i l'escamot a la qual pertanyia abans de la seva mort va ser nomenat "escamot Yang Zirong". Al llarg dels temps, s'han realitzat obres teatrals i cinemàtiques reflex de la cultura popular des de llavors, malgrat el retoc propagandístic del Partit Comunista Xinès.